# Mokri Do
Mokri Do (en serbe cyrillique: Мокри До) est un village de l'ouest du Monténégro, dans la municipalité de Nikšić.

## Démographie

### Évolution historique de la population[1]
| 1948 | 1953 | 1961 | 1971 | 1981 | 1991 | 2003 |
| ---- | ---- | ---- | ---- | ---- | ---- | ---- |
| 61   | 67   | 58   | 50   | 39   | 37   | 40   |